# Scottish Open 1949
Die Scottish Open 1949 waren die 30. Austragung dieser internationalen Meisterschaften von Schottland im Badminton. Sie fanden Anfang des Jahres in Edinburgh statt.

## Finalresultate
| Disziplin    | Sieger                   | Finalist                     | Ergebnis         |
| ------------ | ------------------------ | ---------------------------- | ---------------- |
| Herreneinzel | Frank Peard              | Jim FitzGibbon               | 15–6, 15–9       |
| Dameneinzel  | Queenie Allen            | Nancy Horner                 | 12–10, 11–4      |
| Herrendoppel | T. L. Henry Frank Peard  | Jim FitzGibbon James Rankin  | 4–15, 15–9, 15–4 |
| Damendoppel  | Queenie Allen Betty Uber | V. E. Duringer Joy Saunders  | 15–7, 15–2       |
| Mixed        | James Rankin Betty Uber  | James C. Mackay C. B. Alison | 15–8, 15–6       |